# Svalbardposten
Svalbardposten, é um jornal semanal norueguês, fundado em 1948. 
É imprimido em Longyearbyen (Svalbard), e publicado semanalmente às sextas-feiras, dispondo de uma edição online para além da edição impressa. 
Em 2022 tinha 1 919 subscritores.  
Foi distinguido com o prémio norueguês ”Jornal do Ano” (Årets lokalavis) em 1996, 2000 e 2010. 
É a publicação regular mais setentrional do mundo. 